# Clair-Obscur (strip)
Clair-Obscur is een Belgische stripreeks die begonnen is in 1990 met Eric Warnauts als schrijver en Marc-Renier Warnauts als tekenaar.

## Albums
Alle albums zijn uitgegeven door Le Lombard.
| Nummer | Titel                      | Schrijver(s)  | Tekenaar             |
| ------ | -------------------------- | ------------- | -------------------- |
| 1      | Shosha                     | Eric Warnauts | Marc-Renier Warnauts |
| 2      | Bloedige strijd om een lot | Toufik Ehm    | Zoran Vanjaka        |